# 安东尼·邦纳
安东尼·邦纳（英語：Anthony Bonner，1968年6月8日—），美国NBA联盟前职业篮球运动员。他在1990年的NBA选秀中第1轮第23顺位被萨克拉门托国王选中。